# مشيرفة الرقاد
المشيرفه هي إحدى البلدات التابعة لمحافظة عمان في الأردن، تقع جنوب شرق مركز المحافظة على مسافة 20 كم منها، تتبع المشيرفة اليوم إلى منطقة أحد.

## التسمية
سميت مشيرفة بهذا الاسم لكونها منطقة جبلية مشرفة على المناطق المحيطة كـ سحاب والموقر وام الحيران، والرقاد هم العشيرة الأولى التي تقطنها بعد هجرتهم من مادبا إليها نهاية القرن التاسع عشر.
غير جلالة الملك الحسين إسمها في نهاية الثمانينات إلى العبدلية تيمناً بإبنه الملك الحالي عبد الله الثاني بن الحسين، في اجراءات تمت حينها لتغيير أسماء المناطق ذات النزعة العشائرية كالفيصلية أيضاً وقد كان إسمها "كفير الوخيان"

## السكان والخدمات
يسكن البلدة اليوم بجانب عشيرة الرقاد العديد من العشائر والعائلات، كالمحارب والجرابعة والمراشدة والتيم والحنيطي والشوابكة والعديد من الراحلين من المحافظات والمدن الأخرى.
تحتوي البلدة اليوم على أربعة مدارس حكومية ومدرستين خاصتين، وعلى مركز صحي وشارع حيوي، ويقطنها قرابة الـ 4 الاف شخص.